# Rue Dragon
Cet article possède un paronyme, voir Rue du Dragon.
La Rue Dragon est une rue du 6e arrondissement de Marseille. 

## Situation et accès
Elle va de la rue de Rome à la rue Jules-Moulet.

## Origine du nom
Elle a été ouverte sur des terrains appartenant à la famille Dragon.

## Historique
Sous la Révolution elle s’appelait « rue des Moissonneurs ».  À son extrémité se trouvait le funiculaire de Notre-Dame-de-la-Garde, ascenseur hydraulique qui conduisait à la basilique Notre-Dame-de-la-Garde : il était constitué de deux cabines montante et descendante alternativement ; celle située au point haut était lestée avec de l’eau qui était vidangée une fois arrivée au point bas. Le dernier voyage a lieu le 11 septembre 1967 et la démolition de l’ouvrage est effectuée en 1974.

## Bâtiments remarquables et lieux de mémoire
- Dans cette rue se trouve l’église Saint-Joseph à l’angle de la rue Paradis.
- N° 24 : a vécu Henry Guys, diplomate et écrivain, consul de France, dans les années 1850[2].